# Ferid Alnar
Ferid Alnar (Hasan Ferit Alnar; * 11. März 1906 in Istanbul; † 1978 in Ankara) war ein türkischer Komponist.
Alnar studierte von 1927 bis 1932 in Wien bei Joseph Marx und Oswald Kabasta. Danach war er in Istanbul zunächst Dirigent am Theater und Lehrer für Musikgeschichte am Konservatorium, von 1937 bis 1946 Kompositionslehrer und dann bis 1953 Chefdirigent des Philharmonischen Orchesters. Von 1954 bis 1960 leitete er als Generalmusikdirektor die Staatsoper in Ankara, wo er danach als Gastdirigent wirkte. Er gehörte zu den Türkischen Fünf, der Gruppe der ersten professionellen Komponisten der Türkei.
Alnar komponierte Opern, Bühnen- und Filmmusiken. Ferner schrieb er Instrumentalkonzerte (ein Cellokonzert, ein Konzert für Kanun), ein Streichquartett, ein Klaviertrio, eine Suite für Klavier und Orchester, Klavierstücke und Lieder. Seine Kompositionen sind von der Folklore seiner Heimat geprägt.

## Werke
Orchesterstücke und Konzerte mit Orchester
- Romantische Ouvertüre, 1932
- Prelude und zwei Tänze, 1935
- Türkische Suite, 1936
- Istanbul, Orchestersuite, 1937–1938
- Konzert für Violoncello und Orchester, 1943
- Konzert für Kanun und Streichorchester, 1944–1951

Kammermusik und Bühnenwerke
- Fantasie für Trio, 1929
- Suite für Violine und Klavier, 1930
- Streichquartett, 1930
- Yalova Türküsü, 1932
- Sari Zeybek, 1932
- Schauspielmusik zu Goethes Faust, 1944

Werke für Gesang und Orchester
- Drei Lieder für Soprano und Orchester, 1948

Filmmusik und traditionelle Werke
- Straßen von Istanbul (Filmmusik), 1931
- Namik Kemal (Filmmusik), 1949
- Die Teppichverkäuferi" (Filmmusik), 1953
- Schmetterling Zabit Einstimmige Operette, 1922
- 10 Saz semaisi, 1926
- Bayati Araban Pesrev, 1927
- Bayati Araban Saz Semaisi, 1927
- Segah Pesrev, 1927
- Lied ohne Worte, 1926